# Ildefons Herwegen
Ildefons Herwegen, född 27 november 1874, död 2 september 1946, var en tysk romersk-katolsk teolog.
Herwegen var juris och teologie hedersdoktor, samt abbot vid benediktinklostret Maria Laach 1913–1946. Bland hans skrifter märks Der heilige Benedikt (1917, svensk översättning 1945) och Antike, Germanentum und Christentum (1932). Han var även utgivare av Beiträge zur Geschichte des alten Mönchtums und des Benediktinerordens (1912–1941) samt serien Ecclesia orans (1–22, 1922–1939). Heilige Überlieferung, en festskrift till Herwegen, utkom 1938.